# Zeine Ould Zeidane
Zeine Ould Zeidane (arabisch الزين ولد زيدان, DMG az-Zaid walad Zaidān; * 1966 in Tamchekett) ist ein mauretanischer Politiker und Wirtschaftswissenschaftler. Zeine Ould Zeidane war in der Zeit vom 20. April 2007 bis 5. Mai 2008 ein Jahr lang Premierminister von Mauretanien.

## Karriere
Zeine Ould Zeidane studierte in Nouakchott und an der Universität Nizza Sophia-Antipolis Wirtschaftswissenschaften und lehrte dort auch nach Abschluss seines Studiums für kurze Zeit. Er kehrte nach Mauretanien zurück, wo er wiederum für kurze Zeit an der Universität Nouakchott einer Lehrtätigkeit nachging. Im Jahr 2000 wechselte Zeidane zur Weltbank. Im Juli 2004 wurde er Chef der mauretanischen Zentralbank.
Im Dezember 2006 gab er seine Kandidatur für das Amt des Präsidenten bekannt. Mit 15,27 % der Stimmen wurde er Dritter. Im zweiten Wahlgang unterstützte er Sidi Mohamed Ould Cheikh Abdallahi, der dann am 25. März 2007 zum Präsidenten Mauretaniens gewählt wurde. Einen Tag nach seinem Amtsantritt ernannte der neue Präsident Zeine Ould Zeidane zum Premierminister.